# Grand Prix Formule 1 van Brazilië 2002
De Grand Prix Formule 1 van Brazilië 2002 werd gehouden op 31 maart 2002 op Interlagos in São Paulo.

## Uitslag
| Positie | Nummer | Rijder                | Team               | Ronden | Tijd/Opgave     | Startplaats | Punten |
| ------- | ------ | --------------------- | ------------------ | ------ | --------------- | ----------- | ------ |
| 1       | 1      | Michael Schumacher    | Scuderia Ferrari   | 71     | 1:31:43.662     | 2           | 10     |
| 2       | 5      | Ralf Schumacher       | Williams-BMW       | 71     | +0.588          | 3           | 6      |
| 3       | 3      | David Coulthard       | McLaren - Mercedes | 71     | +59.109         | 4           | 4      |
| 4       | 15     | Jenson Button         | Renault            | 71     | +1:06.883       | 7           | 3      |
| 5       | 6      | Juan Pablo Montoya    | Williams-BMW       | 71     | +1:07.563       | 1           | 2      |
| 6       | 24     | Mika Salo             | Toyota             | 70     | +1 Ronde        | 10          | 1      |
| 7       | 16     | Eddie Irvine          | Jaguar Racing      | 70     | +1 Ronde        | 13          |        |
| 8       | 17     | Pedro de la Rosa      | Jaguar Racing      | 70     | +1 Ronde        | 11          |        |
| 9       | 10     | Takuma Sato           | Jordan-Honda       | 69     | +2 Rondes       | 19          |        |
| 10      | 11     | Jacques Villeneuve    | BAR-Honda          | 68     | Motor           | 15          |        |
| 11      | 23     | Mark Webber           | Minardi - Asiatech | 68     | +3 Rondes       | 20          |        |
| 12      | 4      | Kimi Räikkönen        | McLaren - Mercedes | 67     | Velg            | 5           |        |
| 13      | 22     | Alex Yoong            | Minardi            | 67     | +4 Rondes       | 22          |        |
| Ret     | 7      | Nick Heidfeld         | Sauber - Petronas  | 61     | Remmen          | 9           |        |
| Ret     | 14     | Jarno Trulli          | Renault            | 60     | Motor           | 6           |        |
| Ret     | 8      | Felipe Massa          | Sauber - Petronas  | 41     | Botsing         | 12          |        |
| Ret     | 25     | Allan McNish          | Toyota             | 40     | Gespind         | 16          |        |
| Ret     | 12     | Olivier Panis         | BAR-Honda          | 25     | Versnellingsbak | 17          |        |
| Ret     | 20     | Heinz-Harald Frentzen | Arrows - Cosworth  | 25     | Wielophanging   | 18          |        |
| Ret     | 21     | Enrique Bernoldi      | Arrows - Cosworth  | 19     | Wielophanging   | 21          |        |
| Ret     | 2      | Rubens Barrichello    | Scuderia Ferrari   | 16     | Hydrauliek      | 8           |        |
| Ret     | 9      | Giancarlo Fisichella  | Jordan             | 6      | Motor           | 14          |        |

## Wetenswaardigheden
- De Braziliaanse voetballegende Pelé zwaaide de vlag. Echter zwaaide hij de vlag te vroeg en het was Takuma Sato, die een ronde achter lag, die als eerste onder de vlag doorreed, zodat feitelijk Sato de race gewonnen had. Wanneer beide Schumachers aankwamen, stond Pelé met iemand te praten en vergat hij de vlag te zwaaien.
- Tijdens de morgen-warm-up crashte de Arrows van Enrique Bernoldi in ronde 2, vlak bij de medische auto. De bestuurder, Alex Ribeiro, opende de deur, maar de Sauber van Nick Heidfeld kwam er aan en crashte in de deur. Gelukkig waren zowel Heidfeld als Ribeiro ongedeerd. Als Ribeiro uit was gestapt, was hij zeer waarschijnlijk verongelukt.
- Michael Schumacher gaf de F2002 zijn debuut in deze race. Alleen zijn F2002 stond in Brazilië aan de start, teamgenoot Rubens Barrichello reed nog met de F2001.

## Statistieken
| Snelste ronde | Juan Pablo Montoya | Williams-BMW | 1:16.079 |

## Noot
- Dit was de vijfde snelste ronde voor Juan Pablo Montoya en voor een Colombiaanse coureur.
- Honderdste podiumplaats voor Michael Schumacher.

1972 · 1973 · 1974 · 1975 · 1976 · 1977 · 1978 · 1979 · 1980 · 1981 · 1982 · 1983 · 1984 · 1985 · 1986 · 1987 · 1988 · 1989 · 1990 · 1991 · 1992 · 1993 · 1994 · 1995 · 1996 · 1997 · 1998 · 1999 · 2000 · 2001 · 2002 · 2003 · 2004 · 2005 · 2006 · 2007 · 2008 · 2009 · 2010 · 2011 · 2012 · 2013 · 2014 · 2015 · 2016 · 2017 · 2018 · 2019